# Plesso celiaco
Il plesso celiaco (in latino plexus coeliacus), o plesso solare (latino: plexus solaris), si trova nella parte addominale del corpo, esattamente sotto il diaframma, ventralmente al passaggio dell'aorta nel diaframma attraverso lo hiatus aorticus.
Il plesso solare è un plesso simpatico: oltre al plesso celiaco è composto anche dal ganglio mesenterico craniale e dal plesso renale.
Nella danza, la ballerina Isadora Duncan riteneva che il plesso solare fosse la sede di tutte le emozioni e come tale anche la fonte dei movimenti, scaturiti dall'interno e proiettati all'esterno in una danza fluida, specchio del divenire della natura stessa.

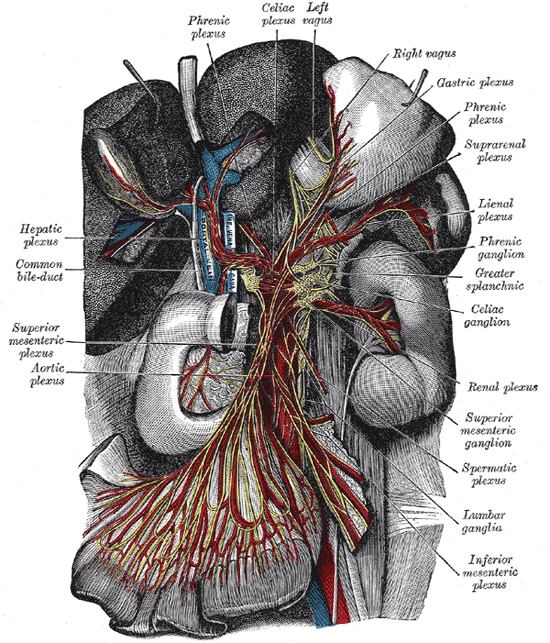
I gangli celiaci con i plessi simpatici della regione addominale.
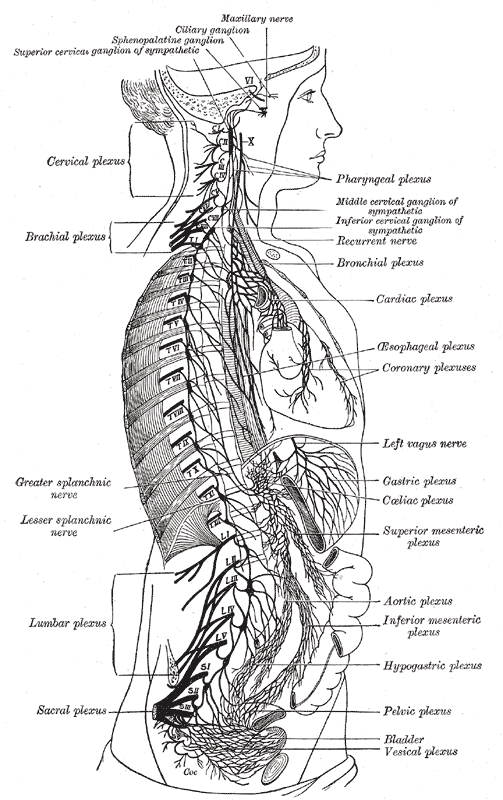
La catena del simpatico, lato destro, con le sue connessioni con i plessi toracico, addominale e pelvico. (etichetta del plesso celiaco al centro sulla destra)